# 帕金·庫姆維萊薩克
帕金·庫姆維萊薩克（或譯為帕金·库姆维拉苏克，1986年8月29日—），小名Tono，為出生於泰國孔敬府塔孟縣的歌手、演員及足球選手。以參加歌唱實境秀The Star 6而聞名，目前擔任泰國拉查布里足球俱樂部的中場球員。

## 生平
Tono於1986年8月29日出生於泰國孔敬府塔孟縣，原名為塔萬·庫姆維萊薩克，父親去世後，才改名為帕金·庫姆維萊薩克，其中文名為潮惲。父親為中國潮州人，母親為華裔，他在家中排行老大，有一個妹妹。高中畢業於Khon Kaen Wittayayon School，大學於宣都實大學的航空商務學系攻讀學士學位。

## 職業生涯

### 演藝經歷
2010年，Tono參加了歌唱實境秀The Star 6，一路晉級至前8強，最終獲得季軍的佳績，進入GMM Grammy旗下的Exact&Scenario公司，成為演員和歌手。後組建TONO and The DUST樂隊，將唱片約簽給GMM Grammy旗下的UpGband分支。。
2011年，Tono參演電視劇《穿越時空尋找愛》，並演唱多首原聲帶。同年憑藉第二部電視劇《船屋》獲得第26屆泰國電視金獎的最佳男主角。

### 職業足球員
Tono於2021年6月19日正式加入拉查布里足球俱樂部，背號為96。

## 個人生活

### 感情狀態
Tono曾在2013年至2015年間與已故女星妮達·帕查娜維拉潘（Tangmo）交往並訂婚，兩人於2015年分手。目前與3台旗下女演員娜塔妮查·丹瓦塔納瓦尼（Nychaa）穩定交往中，兩人結識於戲劇《邱比特的詭計》。

## 影視作品

### 電視劇
| 首播年份 | 戲名                     | 戲名   | 播放平台      | 角色                | 備註           |
| 首播年份 | 譯名                     | 原文名 | 播放平台      | 角色                | 備註           |
| 2011年   | 《穿越時空尋找愛》       |        | 泰國第5電視台 | Kit                 | 配角           |
| 2011年   | 《船屋2011》             |        | 泰國第5電視台 | Kaew                | 主演           |
| 2011年   | 《芬芳雨季》             |        | 泰國第5電視台 | Navit Teapsuttipong | 主演           |
| 2012年   | 《表親》                 |        | Modernine TV  | Thanwa              | 主演           |
| 2012年   | 《俠女天威》             |        | 泰國第5電視台 | Yong                | 主演           |
| 2013年   | 《前生今世》             |        | 泰國第5電視台 | Chud / Yot          | 主演           |
| 2013年   | 《惡魔之翼2013》         |        | 泰國第5電視台 | Lansieu             | 主演           |
| 2015年   | 《妒戰主播台》           |        | One 31        | Saran               | 主演           |
| 2015年   | 《心之暗影2015》         |        | One 31        | Kawee Wongkiatanant | 主演           |
| 2016年   | 《悍匪星盜》             |        | One 31        | Leng                | 主演           |
| 2016年   | 《我出生在拉瑪九世王朝》 |        | One 31        | Keng                | 配角           |
| 2017年   | 《幸福邱比特》           |        | Ch3Thailand   | Saran               | 客串 （第1集） |
| 2017年   | 《邱比特的詭計》         |        | Ch3Thailand   | Saran               | 主演           |
| 2018年   | 《雙胞胎猴子》           |        | One 31        | Mawin               | 主演           |
| 2021年   | 《心之咒魅》             |        | Ch3Thailand   | Pachara             | 主演           |
| 2021年   | 《紅月之夜2021》         |        | One 31        | Dr. Sama            | 主演           |
| 2022年   | 《閃婚》                 |        | One 31        | Pokpong             | 主演           |
| 待公布   | 《Tood Awayjee》         |        | One 31        |                     | 主演           |
| 待公布   | 《馬里花香》             |        | One 31        |                     | 主演           |

### 網路劇
| 首播年份 | 戲名           | 戲名   | 播放平台 | 角色 | 備註 |
| 首播年份 | 譯名           | 原文名 | 播放平台 | 角色 | 備註 |
| 2016年   | 《與我們同行》 |        | LINE TV  | Ton  | 主演 |

### 電影
| 年度   | 上映日期       | 片名              | 片名   | 角色 | 備註 |
| 年度   | 上映日期       | 譯名              | 原文名 | 角色 | 備註 |
| 2013年 | 2013年10月10日 | 《戀愛綜合症》    |        | Arm  | 主演 |
| 2017年 | 2017年8月31日  | 《E-San愛情故事》 |        | Sian | 主演 |
| 2021年 | 2021年12月30日 | 《小橙魚》        |        | Noi  | 主演 |
| 2023年 | 2023年3月1日   | 《神探坤潘3》     |        |      | 主演 |

## 獎項與提名
| 年份   | 頒獎典禮                  | 獎項                                     | 提名作品/人物      | 結果 | 來源 |
| 2011年 | Siamdara Star Award 2011  | 最佳男新人                               | 《穿越時空尋找愛》 | 獲獎 |      |
| 2011年 | Attitude to Mother Awards | 不適用                                   | 帕金·庫姆維萊薩克  | 獲獎 |      |
| 2012年 | 亞洲電視大獎              | 最佳男配角                               | 《穿越時空尋找愛》 | 提名 |      |
| 2012年 | 第26屆泰國電視金獎        | 最佳男演員                               | 《船屋》           | 獲獎 |      |
| 2012年 | Bang Awards 2012          | 最佳螢幕情侶 （與魯安格里特·西里潘尼特） |                    | 獲獎 |      |
| 2013年 | GMM Awards 2013           | 最佳螢幕情侶 （與魯安格里特·西里潘尼特） |                    | 獲獎 |      |
| 2013年 | G Member Award 2013       | Best Rock Song of the Year               | "Bad Miss"         | 獲獎 |      |
| 2013年 | G Member Award 2013       | Best Original Song of the Year           | "Love you anyway"  | 獲獎 |      |
| 2013年 | Bang Awards 2013          | Favorite Soundtrack                      |                    | 獲獎 |      |
| 2015年 | Maya Award 2015           | 最受歡迎男配角                           | 《妒戰主播台》     | 獲獎 |      |
| 2015年 | OK! Awards 2015           | Popular Branch                           |                    | 獲獎 |      |

## 外部連結
- 帕金·庫姆維萊薩克於One 31的簡介（泰文）
- 帕金·庫姆維萊薩克的Instagram帳戶（泰文）